# Turkey Street (stacja kolejowa)
Turkey Street (kod stacji: TUR) - stacja kolejowa w Londynie, na terenie London Borough of Enfield, zarządzana i obsługiwana przez National Express East Anglia. W roku statystycznym 2008-09 skorzystało z niej ok. 457 tysięcy pasażerów.

## Galeria

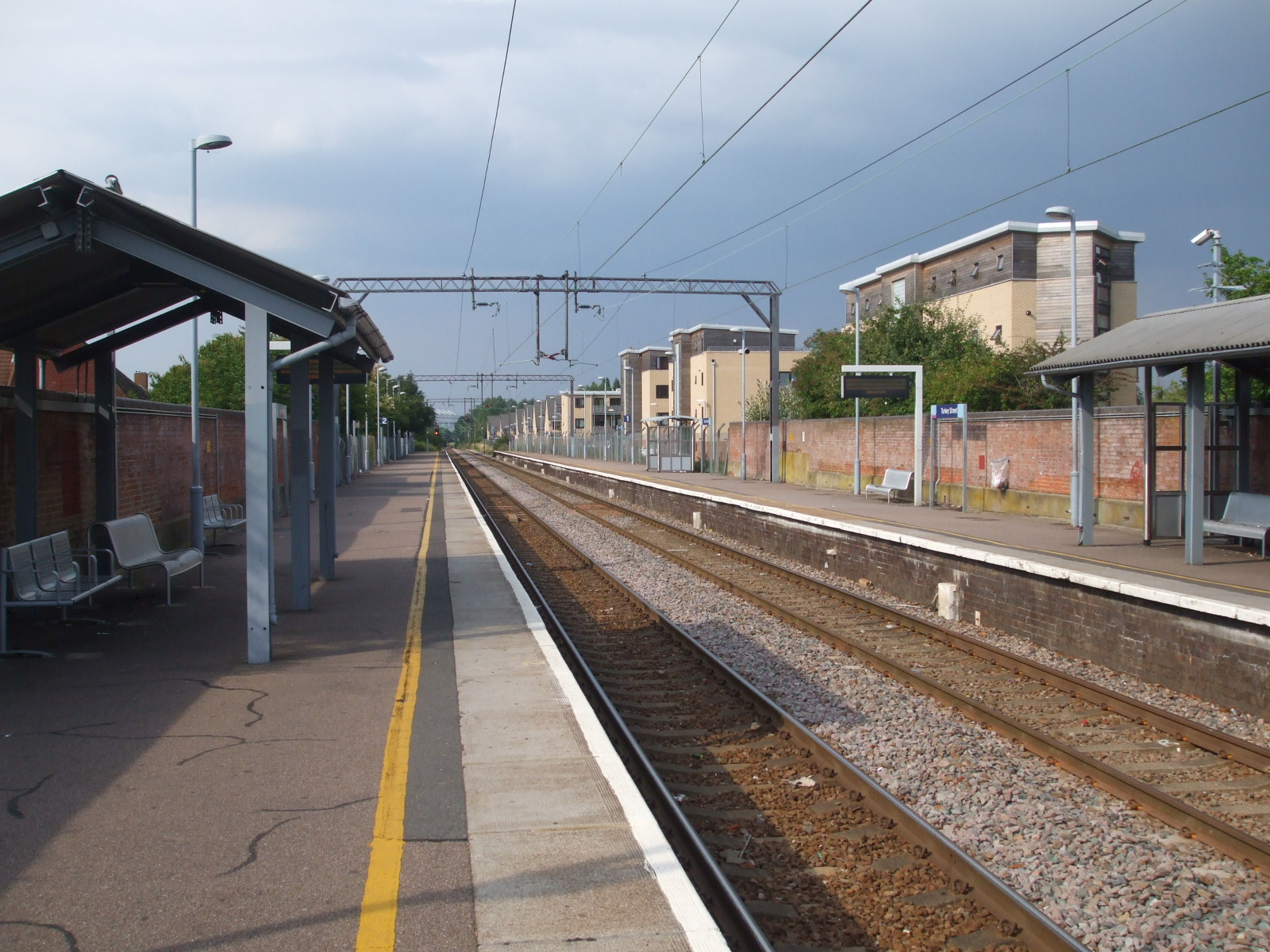
Perony
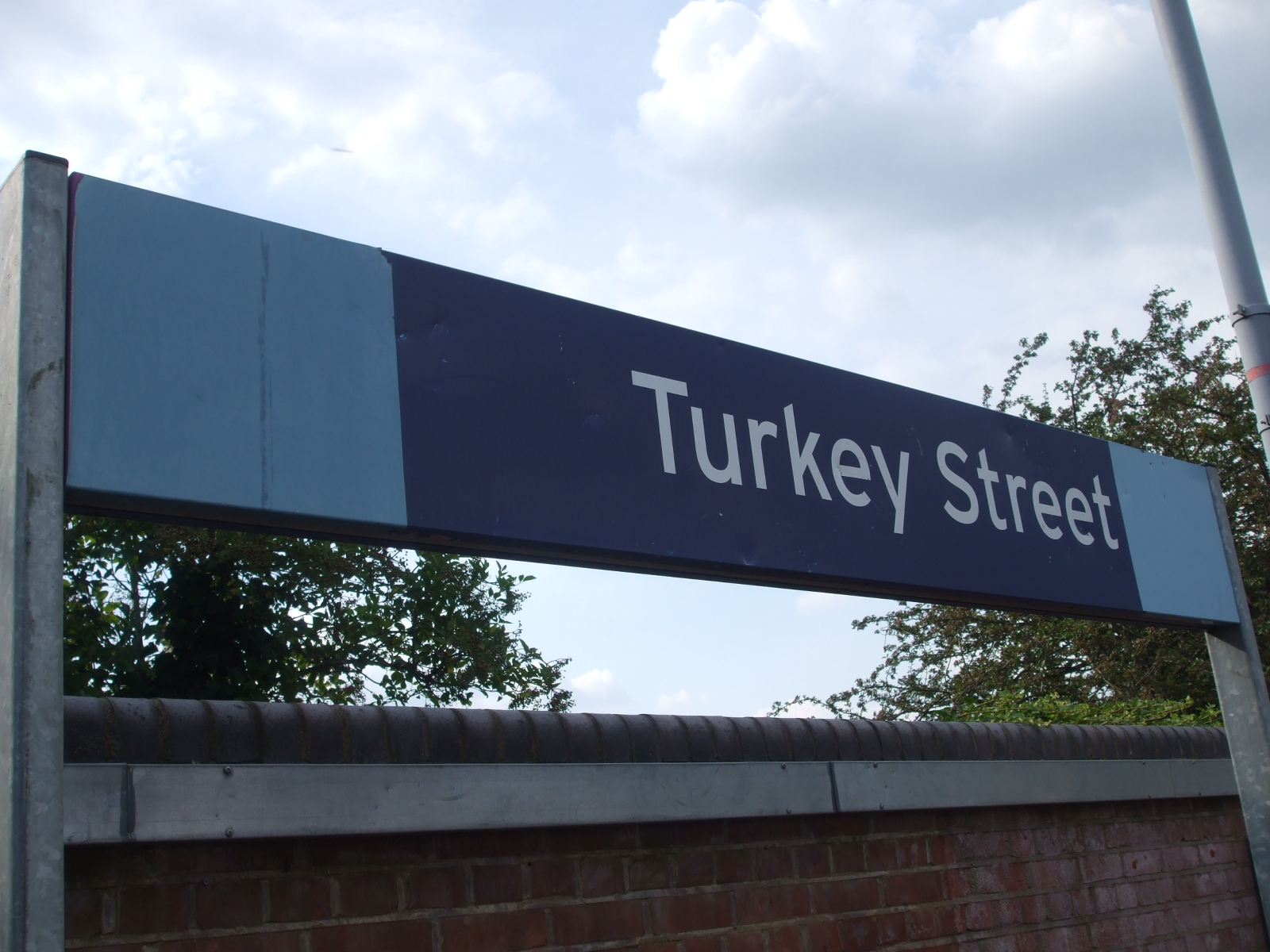
Tablica z nazwą stacji